# Chlorophytum hirsutum
Chlorophytum hirsutum är en sparrisväxtart som beskrevs av Axel Dalberg Poulsen och Inger Nordal. Chlorophytum hirsutum ingår i släktet ampelliljor, och familjen sparrisväxter. Inga underarter finns listade i Catalogue of Life.